# دائرة إملشيل
دائرة إملشيل هي إحدى دوائر إقليم ميدلت، التابع لجهة درعة تافيلالت، المملكة المغربية. تضم الدائرة 5 جماعات قروية، وبلغ عدد سكانها 32836 فرداً سنة 2004 حسب الإحصاء الرسمي للسكان والسكنى. يتبع للدائرة 11 مشيخة و71 دوار.

## التقسيمات الإداريّة
تعتبر دائرة إملشيل إحدى الدوائر المشكّلة لإقليم ميدلت، وهو التقسيم الإداري من المستوى الرابع المعتمد في المغرب. ينقسم إقليم ميدلت إلى 27 جماعات قروية تختلف من حيث السكان والمساحة، والتي بدورها تنقسم إلى مشيخات تضم عدداً من الدواوير.